# Марчелин Бертран
Марша Лин „Марчелин“ Бертран (на английски, фамилията на френски: Marcia Lynne „Marcheline“ Bertrand) е американска актриса.

## Биография
Родена е на 9 май 1950 г. в Чикаго, Илинойс, в семейството на Луис и Ролан Бертран. Баща ѝ е потомък на Закари Клутие, дърводелец и строител, който е един от първите заселници в Нова Франция, областта Квебек през 16 – 17 век.
Марчелин Бертран се жени за американския актьор Джон Войт на 12 декември 1971 г. Двойката има две деца – Джеймс Хейвън и Анджелина Джоли. През 1976 г. двамата се разделят. Счита се, че причина за раздялата е изневярата на актьора с колежка на снимачната площадка на филма „Завръщане у дома“, който му носи Оскар за главна мъжка роля. Двойката се развежда две години по късно през 1978 г. В същата година Бертран среща документалния кинематографист Бил Дей. Двамата живеят 12 години в Ню Йорк и Бевърли Хилс. След раздялата им през 1993 г. Бертран се отдава на документалното кино. Тя е изпълнителен продуцент на множество документални филми.
Марчелин Бертран е изучавала актьорско майсторство в школата на Лий Страсбърг, а години по-късно нейната дъщеря Анджелина Джоли също последва примера ѝ. Според Анджелина Джоли Марчелин Бертран е изоставила кариерата на актриса, за да се посвети на отглеждането на двете си деца.
Актрисата Анджелина Джоли има много силна връзка с майка си. В интервюта тя заявява, че името на четвъртото ѝ дете (осиновено от Виетнам) е избрано именно от Марчелин, точно преди нейната смърт. В друго интервю тя споделя, че по майчина линия жените в семейството ѝ умират на средна възраст и не достигат дълголетие.
Марчелин Бертран умира от рак на яйчниците след близо осемгодишна битка с коварната болест през януари 2007 г. Децата ѝ Анджелина Джоли и Джеймс Хейвън, както и Брад Пит са до нея в последните ѝ мигове.

## Анджелина Джоли за Марчелин Бертран
- „Майка ми беше католичка и също дете на 60-те. Тя престана да ходи на изповеди, защото беше правила секс преди брака си. За мен тя е символ на това, което трябва да бъде религията. Никога не поучаваше. Ако не харесваше нещата, никога просто не се примиряваше. Въпреки че бях взела причастие, тя никога не ме караше насила да ходя в църквата.“
- „През всичките тези години тя се виждаше с всичките ми деца, помагаше ми да бъда майка, помогна за развитието ми като жена и ме научи как се умира“.
- „Осъзнавах това, докато растях. Обожавах я. И я обичах. Но със смъртта си тя ми напомни за това, което наистина е важно. И най-странното – да се съхраниш за тези малки хора, които отглеждаш.“